# Micaías

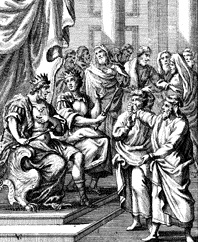
La profecía de Micaías. Grabado en madera de Johann Christoph Weigel, 1695.

Micaías (מִיכָיְהוּ) Mīḵāyəhū «¿Quién es como Yah?»), hijo de Imlah, es un profeta en la Biblia hebrea. Es uno de los cuatro discípulos de Elías y no debe confundirse con Miqueas, profeta del Libro de Miqueas.

## Profecía
Los acontecimientos que condujeron a la aparición de Micaías se ilustran en 1 Reyes 22:1-12. En 1 Reyes 22:1-4, Josafat, el rey de Judá, va a visitar al rey de Israel (identificado más tarde, en 1 Reyes 22:20, como Acab), y le pregunta si irá con él a tomar el control de Ramot de Galaad, que estaba bajo el dominio del rey de Aram. Josafat, el judío, le pide a Acab, el israelita, que «pregunte primero la palabra del Señor» (1 Reyes 22:5). Acab entonces llama a sus profetas y les pregunta si debe ir a la batalla contra Ramot de Galaad. Los profetas respondieron diciéndole al rey de Israel que fuera a la batalla, afirmando que el Señor (Adonai) entregaría Ramot de Galaad en manos del rey (1 Reyes 22:6). Josafat pregunta si hay otros profetas a los que consultar la palabra del Señor (YHWH). Acab menciona a Micaías, hijo de Imla, pero expresa su desagrado hacia él porque sus profecías pasadas (1 Reyes 20:13-43) no han sido favorables para él (1 Reyes 22:7-8). Se envía un mensajero para traer a Micaías ante el rey y que pronuncie su profecía. El mensajero le dice a Micaías que pronuncie una profecía favorable para Acab (1 Reyes 22:12-13).
Miqueas responde al mensajero que dirá lo que el Señor le diga (1 Reyes 22:14). Miqueas se presenta ante el rey de Israel y, cuando se le pregunta si Acab debe ir a la batalla en Ramot de Galaad, Miqueas responde inicialmente con una profecía similar a la de los otros profetas de manera burlona (1 Reyes 22:15b). Acab entonces interroga a Miqueas e insiste en que no diga más que la verdad en nombre del Señor. Miqueas entonces da una profecía verdadera, en la que ilustra un encuentro de Yahvé con las huestes celestiales. En esta reunión, Yahvé pregunta quién incitará a Acab a ir a la batalla para que pueda perecer (1 Reyes 22:19-20). Un espíritu se adelanta y se ofrece a «ser un espíritu mentiroso en la boca de los profetas» (1 Reyes 22:22). Por lo tanto, las profecías de los otros profetas fueron el resultado del espíritu mentiroso. Sedecías, líder de los 400 profetas que hablaron a favor de Ajab, golpea a Miqueas y afirma que Dios habla a través de él. Como resultado de la profecía de Miqueas, Ajab ordenó que Miqueas fuera encarcelado hasta que regresara ileso de la batalla (1 Reyes 22:27).
Quizás preocupado por la profecía, Acab se disfrazó en la batalla en lugar de liderar abiertamente a sus tropas como su rey. Sin embargo, Acab murió en la batalla tras ser alcanzado por una flecha disparada al azar. La profecía de Micaías se cumplió, contrariamente a la palabra de 400 falsos profetas, todos los cuales animaron a Acab a atacar con una predicción de victoria.
Este relato también está registrado en 2 Crónicas 18.

## Interpretación

### Interpretación rabínica
El Talmud de Babilonia (b. Sanedrín 89a) acepta que la escena ocurrió literalmente en el cielo. En contra de esto, Judah Halevi (Kuzari 3.73) consideró la «profecía» como un ejemplo de la propia retórica del profeta: «Este papel surge en el comentario de Radak sobre 1 Reyes 22:20, donde el profeta Micaías describe una visión de Dios en su trono... No es insignificante que la fuente (sin nombre) de Radak aquí sea Judah ha-Levi (Kuzari 3:73), el poeta-filósofo que formó un vínculo entre Moses Ibn Ezra y Abraham Ibn Ezra (arriba, p. 49). Hablando desde la perspectiva poética andalusí...». Esta retórica se desprende claramente del contraste de la sintaxis utilizada para la adivinación: «la palabra de Y-H-V-H» y «el espíritu de Y-H-V-H» (2 Crónicas 18:23, 27). David Kimhi sostiene que «la profecía es verdadera por definición», el espíritu del Señor se representa a menudo como una respuesta irracional y emocional a diferencia de la palabra del Señor, y siguiendo a Judah Halevi también evalúa críticamente que Micaías podría haber presentado él mismo la vívida escena, utilizando la dramatización poética para asustar y convencer a Acab, «no es que viera estas cosas, ni las oyera». «En 1 Reyes 22: 19-23, Radak adopta una estrategia más audaz para evitar un dilema racional que nunca angustió a los rabinos. En ese pasaje, el profeta Micaías, respondiendo a los falsos profetas de Ajab que predijeron el éxito militar contra Aram, describe una visión de Dios enviando un «espíritu mentiroso» para engañar al rey. Radak rechaza la opinión rabínica (b. Sanh. 89 a) de que esta escena ocurrió en el cielo, argumentando que Dios no podría haber enviado una profecía falsa, ya que «la profecía es verdadera por definición». En su lugar, argumenta que Miqueas en realidad fabricó esta vívida escena, utilizando dramatización poética (divre meliza ... derekh haza'at devarim) para asustar y así convencer a Ajab. Ref. 39: «Radak (sin nombre) como citado en Judah Halevi, Kuzari 3.73». Pseudo-Epifanio («Opera», ii. 245) hace de Miqueas un efraimita. Confundiéndolo con Micaías, hijo de Imlah (I Reyes xxii. 8 y ss.), afirma que Miqueas, por su profecía desfavorable, fue asesinado por orden de Acab al ser arrojado desde un precipicio, y fue enterrado en Morathi (¿Maroth?; Miqueas i. 12), cerca del cementerio de Enakim (Ένακεὶμ traducción de la Septuaginta de ; ib. i. 10). Según «Gelilot Ereẓ Yisrael» (citado en «Seder ha-Dorot», i. 118, Varsovia, 1889), Miqueas fue enterrado en Chesil, una ciudad del sur de Judá (Jos. xv. 30). El alma de Nabot era el espíritu mentiroso al que se le permitió engañar a Acab hasta su muerte.

### Interpretación académica moderna
Micaías profetiza como si estuviera presente en la reunión entre Yahvé y las huestes celestiales. Michael Coogan de la Universidad de Harvard comparó la profecía de Micaías con la de varios otros profetas, incluida la visión de Isaías del Consejo Divino (Isaías 6:1-8). En Jeremías 23, Yahvé advierte contra las falsas profecías. Sin embargo, Coogan argumentó que, a diferencia de Isaías 6 y Jeremías 23, en 1 Reyes 22 las acciones de Yahvé para permitir que se profetizara falsamente son deliberadas e intencionadas. Parece como si Yahvé tuviera un motivo oculto, y es que Acab muera, en este caso en la batalla de Ramot de Galaad.
R. W. L. Moberly de la Universidad de Durham analizó la profecía de Micaías en «¿Miente Dios a sus profetas? La historia de Micaías ben Imlah como caso de prueba». En su artículo, Moberly analizó la profecía hebrea como «un lenguaje relacional y atractivo que busca una respuesta». puso en duda la honestidad de Yahvé, especialmente en relación con la integridad y el concepto de un Dios amoroso y perdonador. Sugirió que para los historiadores deuteronomistas que fueron los compiladores del texto, la compasión de Yahvé se manifiesta desafiando y comprometiendo la voluntad humana para el arrepentimiento o provocando el cambio o la obstinación. «¿Miente Dios a sus profetas? La historia de Micaiah ben Imlah como caso de prueba». La dinámica de la dependencia y la voluntad del Señor enraizada en la presciencia se revela en 1 Reyes 21:27-29.

## Sala del trono celestial
La profecía es probablemente el primer ejemplo en la Biblia hebrea de una representación de una sala del trono celestial. No está claro si la sala del trono celestial representa la propia creencia de Miqueas o una representación de los profetas de la corte de Acab sin desacreditarlos por completo, como el profeta Sedequías ben Quenaana, que lo golpeó después de su profecía no populista (1 Reyes 22:24). La voz que se oye desde el trono celestial se preocupa por el pueblo, mientras que la respuesta de Acab, el rey terrenal, es egocéntrica, lo que refleja la diferencia entre los dos enfoques, una característica de la ejemplificación posterior al exilio en las Escrituras.